# Andrea Lewis
Andrea Lewis (* 15. August 1985 in Pickering, Ontario) ist eine kanadische Schauspielerin und Sängerin.

## Leben und Leistungen
Lewis hat unter anderen jamaikanische und portugiesische Vorfahren. Sie besuchte eine katholische Schule in ihrem Heimatort. Die Schauspielerin debütierte an der Seite von Alfre Woodard im Filmdrama Down in the Delta (1998), welches u. a. als Bester Kinofilm den Prism Award erhielt. In der Komödie Soldat Kelly (2002) spielte sie an der Seite von Hilary Duff und Christy Carlson Romano eine der größeren Rollen. In den Jahren 2002 bis 2006 war sie in der Fernsehserie Degrassi: The Next Generation zu sehen. Für diese Rolle wurde sie in den Jahren 2003 und 2006 gemeinsam mit einigen anderen Beteiligten für den Young Artist Award nominiert.
Im Jahr 2005 debütierte Lewis mit dem Album Float Away als Sängerin. Danach veröffentlichte sie einige Singles.

## Filmografie (Auswahl)
- 1998: Down in the Delta
- 1999: A Holiday Romance (Fernsehfilm)
- 2000: Livin’ for Love: The Natalie Cole Story
- 2002: Soldat Kelly (Cadet Kelly)
- 2002–2006: Degrassi: The Next Generation (Fernsehserie)
- 2006: Moccasin Flats (Fernsehserie)
- 2009: Spectacular! (Fernsehfilm)
- 2016: Beyond Complicated (Fernsehserie)
- 2016–2017: The Number: The Reboot (Fernsehserie)
- 2022: Revenge of the Black Best Friend (Fernsehserie)
- 2023: Three Ways
- 2023: A Nashville Legacy (Fernsehfilm)
- 2023: Dress for Success (Fernsehfilm)
- 2023: Christmas Revisited (Fernsehfilm)